# Bengt Gustavsson
Bengt Olof Emanuel Gustavsson (Ringarum, 13 gennaio 1928 – Norrköping, 16 febbraio 2017) è stato un calciatore e allenatore di calcio svedese, di ruolo difensore.

## Carriera
Dopo aver vinto il campionato svedese con il Norrköping (con cui ha militato dal 1947 al 1956), venne acquistato dall'Atalanta nell'estate del 1956.
Difensore dotato di grande forza e carisma, divenne un pilastro irremovibile nella difesa neroazzurra, diventando un maestro per i giovani della squadra.
Partecipò alla campionato del mondo 1958 con la Nazionale di calcio della Svezia, giungendo fino alla finale persa contro il Brasile; al suo rientro, aiutò l'Atalanta a ritornare in Serie A dopo la retrocessione in Serie B.
Al termine della stagione 1960-61 decise di ritornare in patria, dove venne tesserato dal Åtvidabergs FF, rimanendovi fino alla fine della carriera agonistica, terminata nel 1965.
Intraprende quindi l'attività di allenatore sulla panchina della stessa squadra per sei stagioni, durante le quali ottiene la promozione nella massima serie (nel 1967) e la vittoria nella coppa di Svezia (nel 1970). Viene quindi chiamato ad allenare le giovanili della nazionale svedese, ruolo ricoperto per due stagioni, dopo di che si sedette sulla panchina di numerosi altri clubs svedesi.

## Statistiche

### Cronologia presenze e reti in nazionale
| Cronologia completa delle presenze e delle reti in nazionale ― Svezia | Cronologia completa delle presenze e delle reti in nazionale ― Svezia | Cronologia completa delle presenze e delle reti in nazionale ― Svezia | Cronologia completa delle presenze e delle reti in nazionale ― Svezia | Cronologia completa delle presenze e delle reti in nazionale ― Svezia | Cronologia completa delle presenze e delle reti in nazionale ― Svezia | Cronologia completa delle presenze e delle reti in nazionale ― Svezia | Cronologia completa delle presenze e delle reti in nazionale ― Svezia |
| Data                                                                  | Città                                                                 | In casa                                                               | Risultato                                                             | Ospiti                                                                | Competizione                                                          | Reti                                                                  | Note                                                                  |
| --------------------------------------------------------------------- | --------------------------------------------------------------------- | --------------------------------------------------------------------- | --------------------------------------------------------------------- | --------------------------------------------------------------------- | --------------------------------------------------------------------- | --------------------------------------------------------------------- | --------------------------------------------------------------------- |
| 21-10-1951                                                            | Copenhagen                                                            | Danimarca                                                             | 3 – 1                                                                 | Svezia                                                                | Amichevole                                                            | -                                                                     |                                                                       |
| 11-11-1951                                                            | Firenze                                                               | Italia                                                                | 1 – 1                                                                 | Svezia                                                                | Amichevole                                                            | -                                                                     |                                                                       |
| 14-11-1951                                                            | Istanbul                                                              | Turchia                                                               | 1 – 0                                                                 | Svezia                                                                | Amichevole                                                            | -                                                                     |                                                                       |
| 26-3-1952                                                             | Parigi                                                                | Francia                                                               | 0 – 1                                                                 | Svezia                                                                | Amichevole                                                            | -                                                                     |                                                                       |
| 30-5-1952                                                             | Solna                                                                 | Svezia                                                                | 3 – 1                                                                 | Scozia                                                                | Amichevole                                                            | -                                                                     |                                                                       |
| 11-6-1952                                                             | Oslo                                                                  | Danimarca                                                             | 0 – 2                                                                 | Svezia                                                                | 50º anniversario Norges Fotballforbund - Semifinale                   | -                                                                     |                                                                       |
| 13-6-1952                                                             | Oslo                                                                  | Finlandia                                                             | 3 – 1 dts                                                             | Svezia                                                                | 50º anniversario Norges Fotballforbund - Finale                       | -                                                                     |                                                                       |
| 22-6-1952                                                             | Solna                                                                 | Svezia                                                                | 4 – 3                                                                 | Danimarca                                                             | Amichevole                                                            | -                                                                     |                                                                       |
| 21-7-1952                                                             | Tampere                                                               | Svezia                                                                | 4 – 1                                                                 | Norvegia                                                              | Olimpiadi 1952 - Ottavi di finale                                     | -                                                                     |                                                                       |
| 23-7-1952                                                             | Helsinki                                                              | Svezia                                                                | 3 – 1                                                                 | Austria                                                               | Olimpiadi 1952 - Quarti di finale                                     | -                                                                     |                                                                       |
| 28-7-1952                                                             | Helsinki                                                              | Ungheria                                                              | 6 – 0                                                                 | Svezia                                                                | Olimpiadi 1952 - Semifinale                                           | -                                                                     |                                                                       |
| 1-8-1952                                                              | Helsinki                                                              | Svezia                                                                | 2 – 0                                                                 | Germania Ovest                                                        | Olimpiadi 1952 - Finale 3º posto                                      | -                                                                     |                                                                       |
| 21-9-1952                                                             | Helsinki                                                              | Finlandia                                                             | 1 – 8                                                                 | Svezia                                                                | Amichevole                                                            | -                                                                     |                                                                       |
| 5-10-1952                                                             | Oslo                                                                  | Norvegia                                                              | 1 – 2                                                                 | Svezia                                                                | Amichevole                                                            | -                                                                     |                                                                       |
| 26-10-1952                                                            | Solna                                                                 | Svezia                                                                | 1 – 1                                                                 | Italia                                                                | Amichevole                                                            | -                                                                     |                                                                       |
| 6-5-1953                                                              | Glasgow                                                               | Scozia                                                                | 1 – 2                                                                 | Svezia                                                                | Amichevole                                                            | -                                                                     |                                                                       |
| 28-5-1953                                                             | Solna                                                                 | Svezia                                                                | 2 – 3                                                                 | Belgio                                                                | Qual. Mondiali 1954                                                   | -                                                                     |                                                                       |
| 5-8-1953                                                              | Helsinki                                                              | Finlandia                                                             | 3 – 3                                                                 | Svezia                                                                | Qual. Mondiali 1954                                                   | -                                                                     |                                                                       |
| 16-8-1953                                                             | Solna                                                                 | Svezia                                                                | 4 – 0                                                                 | Finlandia                                                             | Qual. Mondiali 1954                                                   | -                                                                     |                                                                       |
| 8-10-1953                                                             | Bruxelles                                                             | Belgio                                                                | 2 – 0                                                                 | Svezia                                                                | Qual. Mondiali 1954                                                   | -                                                                     |                                                                       |
| 8-11-1953                                                             | Bilbao                                                                | Spagna                                                                | 2 – 2                                                                 | Svezia                                                                | Amichevole                                                            | -                                                                     |                                                                       |
| 15-11-1953                                                            | Budapest                                                              | Ungheria                                                              | 2 – 2                                                                 | Svezia                                                                | Amichevole                                                            | -                                                                     |                                                                       |
| 4-6-1954                                                              | Göteborg                                                              | Svezia                                                                | 6 – 0                                                                 | Finlandia                                                             | Amichevole                                                            | -                                                                     |                                                                       |
| 7-6-1954                                                              | Solna                                                                 | Svezia                                                                | 3 – 0                                                                 | Norvegia                                                              | Amichevole                                                            | -                                                                     |                                                                       |
| 15-8-1954                                                             | Helsinki                                                              | Finlandia                                                             | 1 – 10                                                                | Svezia                                                                | Amichevole                                                            | -                                                                     |                                                                       |
| 24-8-1954                                                             | Kalmar                                                                | Svezia                                                                | 3 – 2                                                                 | Islanda                                                               | Amichevole                                                            | -                                                                     |                                                                       |
| 8-9-1954                                                              | Mosca                                                                 | Unione Sovietica                                                      | 7 – 0                                                                 | Svezia                                                                | Amichevole                                                            | -                                                                     | 46’                                                                   |
| 10-10-1954                                                            | Solna                                                                 | Svezia                                                                | 5 – 2                                                                 | Danimarca                                                             | Amichevole                                                            | -                                                                     |                                                                       |
| 31-10-1954                                                            | Solna                                                                 | Svezia                                                                | 2 – 1                                                                 | Austria                                                               | Amichevole                                                            | -                                                                     |                                                                       |
| 3-4-1955                                                              | Colombes                                                              | Francia                                                               | 2 – 0                                                                 | Svezia                                                                | Amichevole                                                            | -                                                                     |                                                                       |
| 11-5-1955                                                             | Solna                                                                 | Svezia                                                                | 3 – 7                                                                 | Ungheria                                                              | Amichevole                                                            | -                                                                     |                                                                       |
| 15-6-1955                                                             | Göteborg                                                              | Svezia                                                                | 4 – 1                                                                 | Romania                                                               | Amichevole                                                            | -                                                                     |                                                                       |
| 26-6-1955                                                             | Solna                                                                 | Svezia                                                                | 0 – 6                                                                 | Unione Sovietica                                                      | Amichevole                                                            | -                                                                     |                                                                       |
| 28-8-1955                                                             | Helsingborg                                                           | Svezia                                                                | 3 – 0                                                                 | Finlandia                                                             | Amichevole                                                            | -                                                                     | 19’                                                                   |
| 25-9-1955                                                             | Solna                                                                 | Svezia                                                                | 1 – 1                                                                 | Norvegia                                                              | Amichevole                                                            | -                                                                     |                                                                       |
| 16-10-1955                                                            | Copenhagen                                                            | Danimarca                                                             | 3 – 3                                                                 | Svezia                                                                | Amichevole                                                            | -                                                                     |                                                                       |
| 13-11-1955                                                            | Budapest                                                              | Ungheria                                                              | 4 – 2                                                                 | Svezia                                                                | Amichevole                                                            | -                                                                     |                                                                       |
| 20-11-1955                                                            | Oeiras                                                                | Portogallo                                                            | 2 – 6                                                                 | Svezia                                                                | Amichevole                                                            | -                                                                     |                                                                       |
| 16-5-1956                                                             | Solna                                                                 | Svezia                                                                | 0 – 0                                                                 | Inghilterra                                                           | Amichevole                                                            | -                                                                     |                                                                       |
| 10-6-1956                                                             | Helsinki                                                              | Finlandia                                                             | 1 – 3                                                                 | Svezia                                                                | Amichevole                                                            | -                                                                     |                                                                       |
| 17-6-1956                                                             | Bucarest                                                              | Romania                                                               | 0 – 2                                                                 | Svezia                                                                | Amichevole                                                            | -                                                                     |                                                                       |
| 30-6-1956                                                             | Solna                                                                 | Svezia                                                                | 2 – 2                                                                 | Germania Ovest                                                        | Amichevole                                                            | -                                                                     |                                                                       |
| 8-6-1958                                                              | Solna                                                                 | Svezia                                                                | 3 – 0                                                                 | Messico                                                               | Mondiali 1958 - 1º turno                                              | -                                                                     |                                                                       |
| 12-6-1958                                                             | Solna                                                                 | Svezia                                                                | 2 – 1                                                                 | Ungheria                                                              | Mondiali 1958 - 1º turno                                              | -                                                                     |                                                                       |
| 15-6-1958                                                             | Solna                                                                 | Svezia                                                                | 0 – 0                                                                 | Galles                                                                | Mondiali 1958 - 1º turno                                              | -                                                                     |                                                                       |
| 19-6-1958                                                             | Solna                                                                 | Svezia                                                                | 2 – 0                                                                 | Unione Sovietica                                                      | Mondiali 1958 - Quarti di finale                                      | -                                                                     |                                                                       |
| 24-6-1958                                                             | Göteborg                                                              | Svezia                                                                | 3 – 1                                                                 | Germania Ovest                                                        | Mondiali 1958 - Semifinale                                            | -                                                                     |                                                                       |
| 29-6-1958                                                             | Solna                                                                 | Brasile                                                               | 5 – 2                                                                 | Svezia                                                                | Mondiali 1958 - Finale                                                | -                                                                     |                                                                       |
| 4-10-1961                                                             | Bruxelles                                                             | Belgio                                                                | 0 – 2                                                                 | Svezia                                                                | Qual. Mondiali 1962                                                   | -                                                                     |                                                                       |
| 22-10-1961                                                            | Göteborg                                                              | Svezia                                                                | 2 – 0                                                                 | Norvegia                                                              | Amichevole                                                            | -                                                                     |                                                                       |
| 29-10-1961                                                            | Berna                                                                 | Svizzera                                                              | 3 – 2                                                                 | Svezia                                                                | Qual. Mondiali 1962                                                   | -                                                                     |                                                                       |
| 12-11-1961                                                            | Berlino Ovest                                                         | Svizzera                                                              | 2 – 1                                                                 | Svezia                                                                | Qual. Mondiali 1962                                                   | -                                                                     |                                                                       |
| 13-11-1962                                                            | Tel Aviv                                                              | Israele                                                               | 0 – 4                                                                 | Svezia                                                                | Amichevole                                                            | -                                                                     |                                                                       |
| 16-11-1962                                                            | Bangkok                                                               | Thailandia                                                            | 1 – 2                                                                 | Svezia                                                                | Amichevole                                                            | -                                                                     |                                                                       |
| 5-5-1963                                                              | Solna                                                                 | Svezia                                                                | 2 – 1                                                                 | Ungheria                                                              | Amichevole                                                            | -                                                                     |                                                                       |
| 22-5-1963                                                             | Mosca                                                                 | Unione Sovietica                                                      | 0 – 1                                                                 | Svezia                                                                | Amichevole                                                            | -                                                                     |                                                                       |
| 19-6-1963                                                             | Belgrado                                                              | Jugoslavia                                                            | 0 – 0                                                                 | Svezia                                                                | Qual. Euro 1964                                                       | -                                                                     |                                                                       |
| Totale                                                                |                                                                       | Presenze                                                              | 57                                                                    |                                                                       | Reti                                                                  | 0                                                                     |                                                                       |

## Palmarès

### Giocatore

#### Competizioni nazionali
- Serie B: 1

Atalanta: 1958-1959
- Campionato svedese: 3

IFK Norrköping: 1948, 1952, 1956

### Allenatore

#### Competizioni nazionali
- Coppa di Svezia: 1

Åtvidabergs: 1970
- Superettan: 1

Åtvidabergs: 1967

### Individuale
- Calciatore svedese dell'anno: 1

1953